# Kronieken van de Onderwereld
De Kronieken van de Onderwereld (Engels: The Mortal Instruments) is een serie van zes fantasieboeken voor jongvolwassenen. De serie is geschreven door de Amerikaanse schrijfster Cassandra Clare en vertaald door Elsebeth Witt. De serie draait om de schaduwjagers en benedelingen, met andere woorden demonenjagers, vampiers, weerwolven, heksenmeesters en demonen.

## Thema
Schaduwjagers zijn een ras van half-engel half-mens, die tegen de demonen vechten. Ze zijn onzichtbaar voor gewone mensen, maar op een avond ziet Clary Fray drie Schaduwjagers die een demon vermoorden en al snel wordt ze helemaal opgezogen in hun wereld.

## Boeken in de reeks
1. City of Bones (2007), Nederlands: Stad van beenderen
2. City of Ashes (2008), Nederlands: Stad van vuur
3. City of Glass (2009), Nederlands: Stad van glas
4. City of Fallen Angels (2011), Nederlands: Stad van gevallen engelen
5. City of Lost Souls (2012), Nederlands: Stad van verloren zielen
6. City of Heavenly Fire (2014), Nederlands: Stad van hemelse vlammen

Het oorspronkelijke idee voor de serie was een trilogie, maar door het enorme succes werd beslist om de reeks uit te breiden. Je kan de serie wel nog opdelen in twee trilogieën: de eerste drie boeken draaien alle rond een van de Levensinstrumenten: de Levensbeker, het Levenszwaard en de Levensspiegel en tegelijkertijd de strijd tegen Valentijn. Gedurende de tweede trilogie wordt er gevochten tegen een nieuwe vijand: Sebastian.

## Personages
Clarissa Fray "Clary"Is het hoofdpersonage van de serie. Ze heeft lang, rood krullend haar, groene ogen en is redelijk klein. Aan het begin van de serie is ze 15 jaar oud. Ze leefde samen met haar moeder een normaal leventje in een klein appartementje in New York en houdt ongelooflijk veel van schilderen en tekenen. In deel 1 denkt Clary dat ze een normalo is (een normaal mens), maar komt ze erachter dat ze een schaduwjager is en dat haar vader een van de beste, maar ook gevaarlijkste en slechtste schaduwjagers ooit is.
Jace Wayland "Jace"heeft blond haar en gouden ogen. Hij is lang, gespierd en is een van de eerste schaduwjagers die Clary ontmoet. Hij is wees en leeft de laatste jaren samen met zijn de Lightwood-familie, zijn adoptiefamilie, in het New Yorkse Instituut. Hij wordt beschouwd als een van de beste Schaduwjagers van zijn tijd. Is als een broer voor Isabelle, Alec en Max.
Simon Lewisis de beste vriend van Clary sinds hun kleutertijd. Hij heeft bruin, krullend haar, bruine ogen en heeft een slungelig voorkomen. Hij is heel close met Clary wanneer ze de schaduwjagers voor het eerst ontmoet, maar doordat hij geen deel uitmaakt van de Benedenwereld, zien zij (schaduwjagers) hem niet echt staan. Later wordt hij gebeten door een vampier, waardoor hij zelf ook een vampier wordt.
Isabelle Lightwood "Izzy"is een schaduwjager die al haar gehele leven woont in het New Yorkse Instituut. Ze heeft twee broers: een oudere, Alec, en een jongere, Max. Ze heeft ook een heel sterke band met Jace. Ze heeft lang, steil zwart haar en een bleke huid. Ze wordt algemeen beschouwd als beeldschoon, maar tegelijkertijd is ze ook een zeer bedreven schaduwjager.
Alexander Lightwood "Alec"is de oudste van de Lightwood-kinderen. Hij woont net zoals de rest van zijn familie in het New Yorkse Instituut en heeft springerig zwart haar en blauwe ogen. Hij is homoseksueel, dit verzweeg hij gedurende lange tijd. Hij heeft meestal oude, versleten kleren aan maar staat wel bekend om heel zachtaardig en medelevend. Is als een broer voor Jace.
Magnus Baneis de hoge heksenmeester van Brooklyn. Hij heeft pikzwart haar, dat hij opzet in korte piekjes, en kattenogen, zijn demonenstempel. Hij is een grote fan van glitters en geeft vaak exclusieve feestjes voor leden uit de Benedenwereld. Zo komt hij in contact met de schaduwjagers van het New Yorkse Instituut en ze worden uiteindelijk zelfs vrienden.

### Max Lightwood
Is de jongste in de lightwood familie, wil graag met zijn broer en zus op demonen jacht.

## Wezens
Schaduwjagers (Engels: Shadowhunters)Schaduwjagers hebben eigenschappen van de engelen. Die zijn hen door engel Raziël geschonken. Hij liet hen drinken uit de levensbeker en creëerde zo een superieur ras. Schaduwjagers kunnen zichzelf met behulp van een cilinder met runen bedekken. Deze runen zijn magisch en beschermen hen. De runen laten littekens achter. Schaduwjagers vernietigen en verjagen demonen. Een aantal schaduwjagers haten de benedenlingen (dit zijn volgelingen van Valentijn).
Benedenlingen (Engels: Downworlders)
Elfen (Engels Seelies)Elfen hebben vaak een opmerkelijk uiterlijk. Bijvoorbeeld felgekleurde ogen of puntige oren. Elfen kunnen niet liegen maar zijn goed in het omzeilen van vragen. De leidster van de elfen, de Koningin van Seelie, weet vaak van alles af. Ze is gemeen en intelligent. De elfen hebben de Akkoorden in Stad van Glas getekend en hebben een verbond met de andere benedenlingen en de schaduwjagers.
Vampiers (Engels: Vampires)Vampiers zijn ondode wezens en worden ook wel kinderen van de Nacht genoemd. Hun harten kloppen niet meer en ze voelen geen warmte of kou. Ze verbranden in de zon met uitzondering op de daglichteling Simon. Wanneer een normalo in directe aanraking komt met vampierbloed zal hij steeds onbewust naar zijn vampiervader/moeder terug willen keren. Als de normalo sterft moet hij worden ingegraven, hij zal zichzelf uitgraven en vanaf dan vampier zijn. Wanneer een vampier dorst heeft komen zijn snijtanden eruit. Vampiers leven in cirkels met een leider. De vampiers hebben uiteindelijk in Stad van Glas de Akkoorden getekend met de andere benedenlingen en schaduwjagers.
Weerwolven (Engels: Werewolves)Weerwolven zijn normalo's of voormalige schaduwjagers die in een wolf kunnen veranderen. Ze kunnen er ook voor kiezen deels te veranderen, alleen hun handen in klauwen veranderen bijvoorbeeld. Weerwolven leven meestal in roedels. De weerwolf die de roedelleider doodt, wordt de nieuwe leider. In Stad van Glas hebben de weerwolven de Akkoorden getekend andere met benedenlingen en de schaduwjagers.
Heksenmeesters (Engels: Warlocks)Heksenmeesters zijn deels demon en onsterfelijke wezens. Een deel van hun lichaam heeft een raar trekje. Bijvoorbeeld kattenogen of een blauwe huid. Heksenmeesters bedrijven magie, niet uit het Grijze boek. De Heksenmeesters hebben de Akkoorden in Stad van Glas getekend.

## Verfilming
Screen Gems gaf in 2010 aan in productie te gaan voor een verfilming van de veel gelezen boeken. Harald Zwart werd aangewezen als regisseur met Lily Collins (Clary) en Jamie Campbell Bower (Jace) voor de hoofdrollen. De film kwam uit op 21 augustus 2013.
In 2016 was de première van Shadowhunters: The Mortal Instruments, een tv-serie gebaseerd op de boek-serie.